# Tholichthys

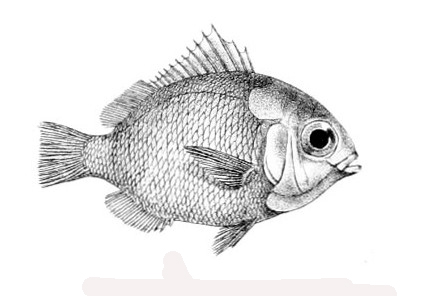
Tholichthys

Als Tholichthys wird ein postlarvales Stadium in der Ontogenese der Falterfische (Chaetodontidae), Argusfische (Scatophagidae) und von Ostracoberyx bezeichnet. Das Tholichthys-Stadium zeichnet sich durch eine starke knöcherne, oft silbrig gefärbte und mit Stacheln versehene Kopfpanzerung aus. Die Panzerung kann sich bis auf den Vorderkörper erstrecken und geht bei Erreichen des Jungfischstadiums wieder verloren.